# Azorernas hetfläck

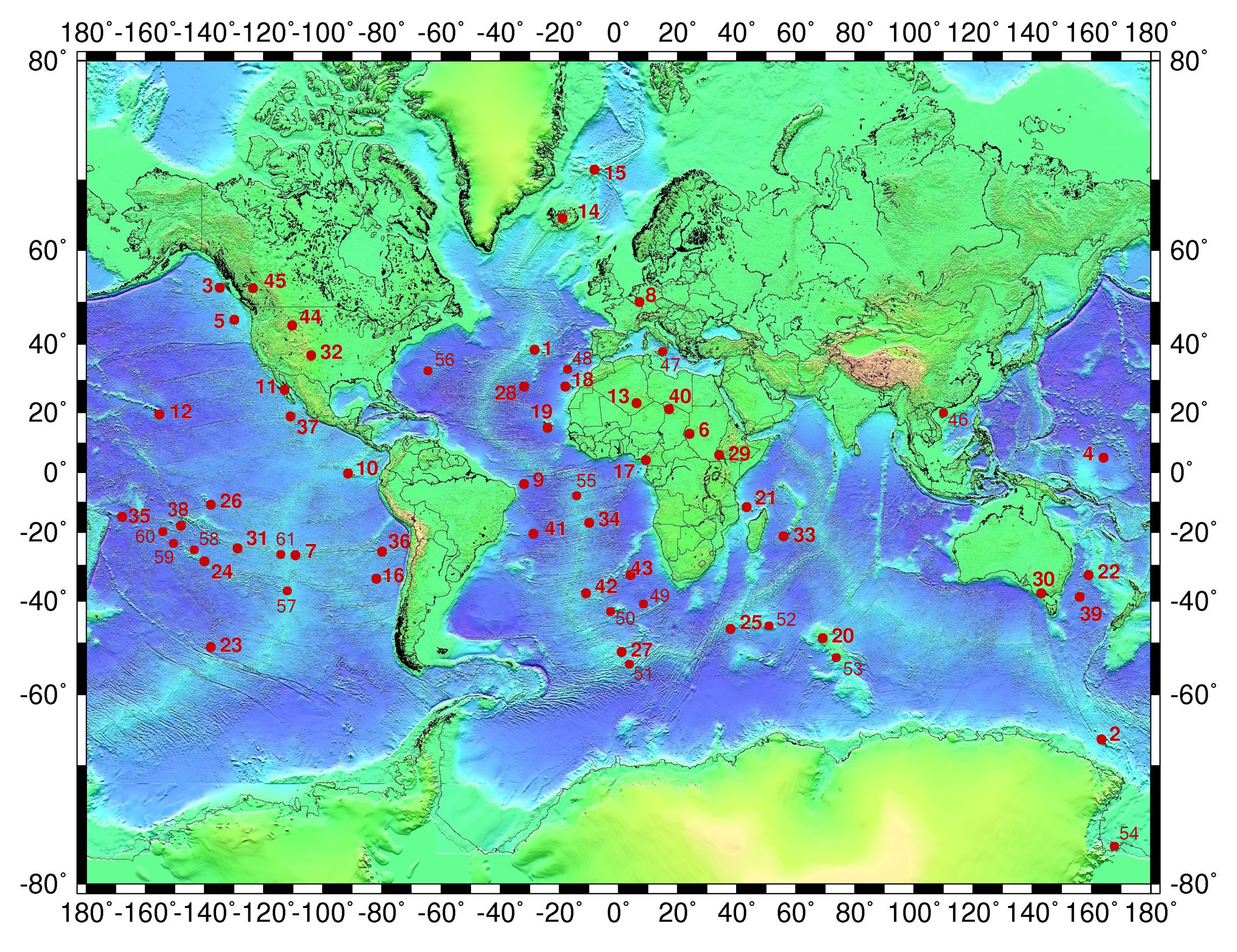
Azorernas hetfläck är markerat 1 på kartan.

Azorerns hetfläck är en vulkanisk hetfläck beläget vid Azorerna i Nordatlanten. En vulkanisk hetfläck definieras som ett område med hög vulkanisk aktivitet, en långsiktig källa till vulkanism. Den typ av hotspot som karakteriserar Azorerna är en relativt ung som är associerad med en batymetrisk förhöjning, en gravitationsanomali och basalt geokemi som skiljer sig från normal basalt från mittoceanryggar. Azorernas hetfläck skiljer sig också från vanliga hetfläckar som Hawaii på grund av att det dess kopplingar med Mittatlantiska ryggen, som ligger strax väster om hetfläcken. Mittpunkten för hetfläckens mantelplym har föreslagits att vara belägen 100 till 200   km öster om Mittatlantiska ryggen nära ön Faial.

## Geologiskt område
Området Azorerna omfattar Azorerna-platån samt Azorernas skärgård (bildad av 9 öar och sträcker sig över ett område på 480 km) som har varit vulkaniskt aktiv för runt 7M år. Skärgården ligger vid den laterala grenen av Mittatlantiska ryggen, nära gränsen mellan tre stora tektoniska plattor; den nordamerikanska plattan, den eurasiska plattan och den afrikanska plattan. Den här unika platsen gör att området har en speciell interaktion mellan hetfläck och oceanrygg, med en variation av vulkaniska processer. 

## Azorerna-platån
Azorernas skärgård stiger från Azorerna-platån, vilket är ett område av förtjockad oceanbottenskorpa och anses vara skapad från Azorernas hetfläck för 20M år tillbaka. Detta har visats genom att kartlägga S-våganomalier under Azorerna. Detta har visat att under Azorernas platå finns en anomali vid 250-300 km djup, som tyder på att vara en signatur till en nu döende plume som skulle ha skapat Azorernas platå.

## Hetfläck-oceanrygg-interaktioner
Mittatlantiska ryggen erbjuder ett annat perspektiv och inblick i hetfläckar. Ryggen fungerar som ett tvärsnitt genom mantelplymen. Anomalier på Mittatlantiska ryggen har visat sig relatera till samverkan med hetfläcken under Azorerna. Studier på gravitationsfält har visat att jordskorpstjockleken i detta område är 60% större än normalt, det finns en förhöjd spridningsrygg. Hetfläckens påverkan på spridningsryggen är huvudsakligen osymmetrisk mot hetfläcken (norr och syd). Det anses att jordskorpan vid spridningsryggar åsar bildas av en kombination av processer (magmatisk och tektonisk) med magmatillägg som kommer från kortlivade magmakammare. Hetfläcken föreslås vara ansvarigt för ökad smältproduktion i manteln som stöder en äldre magmakammare vilket orsakar att skorpan blir tjockare. Mittatlantiska ryggen har även visat sig påverka Azorernas hetfläck som i sin tur påverkat Azorerna-platåns egenskaper. Det har föreslagits att de viktigaste vulkaniska åsarna på platån skapades vid Mittatlantiska ryggens spridningsaxel. Samspelet mellan Mittatlantiska ryggen och Azorernas hetfläck är ansvarig för de unika geomorfologiska egenskaperna som visas på Azorerna-platån, skärgården och området med undervattensåsar som passerar genom den.